# Pjotr Pavlenko

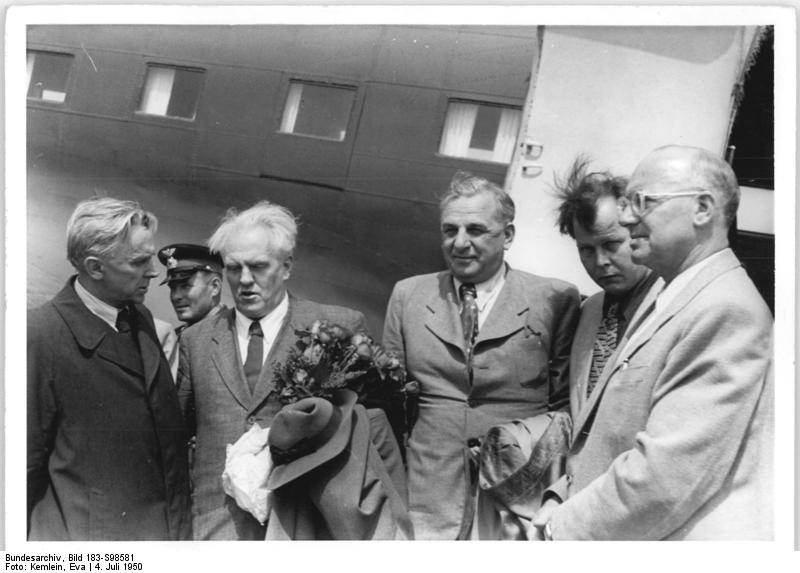
Bezoek Sovjetschrijvers aan DDR, 1950, v.l.n.r. Fedin, Tichonov, Pavlenko, Tvardovski, Becher

Pjotr Andrejevitsj Pavlenko (Russisch: Пётр Андреевич Павленко) (Sint-Petersburg, 11 juli 1899 – Moskou, 16 juni 1951) was een Sovjet-Russisch schrijver. 

## Leven en werk
Pavlenko groeide op in Tiflis en studeerde aan de Polytechnische school in Bakoe. In 1920 werd hij lid van de communistische partij en voegde zich bij het rode leger. Tussen 1924 en 1927 maakte hij deel uit van een Sovjet-gezantschap in Turkije.
Pavlenko werd als schrijver in de jaren twintig nadrukkelijk gelieerd aan experimentele groeperingen als Pereval en de Serapionbroeders. Vanaf de jaren dertig is hij toegewijd aan het Sovjetbewind en schrijft hij vooral in de stijl van het Socialistisch realisme. Zijn bekendste werk is Het geluk, waarvoor hij in 1947 de Stalinprijs kreeg. Ook ontving hij de Leninorde.
Tijdens de Tweede Wereldoorlog was Pavlenko een bekend oorlogscorrespondent. Na de oorlog vertegenwoordigde hij als lid van de Bond van Sovjetschrijvers regelmatig de Sovjetliteratuur in het buitenland.